# Hans Peter Henecka

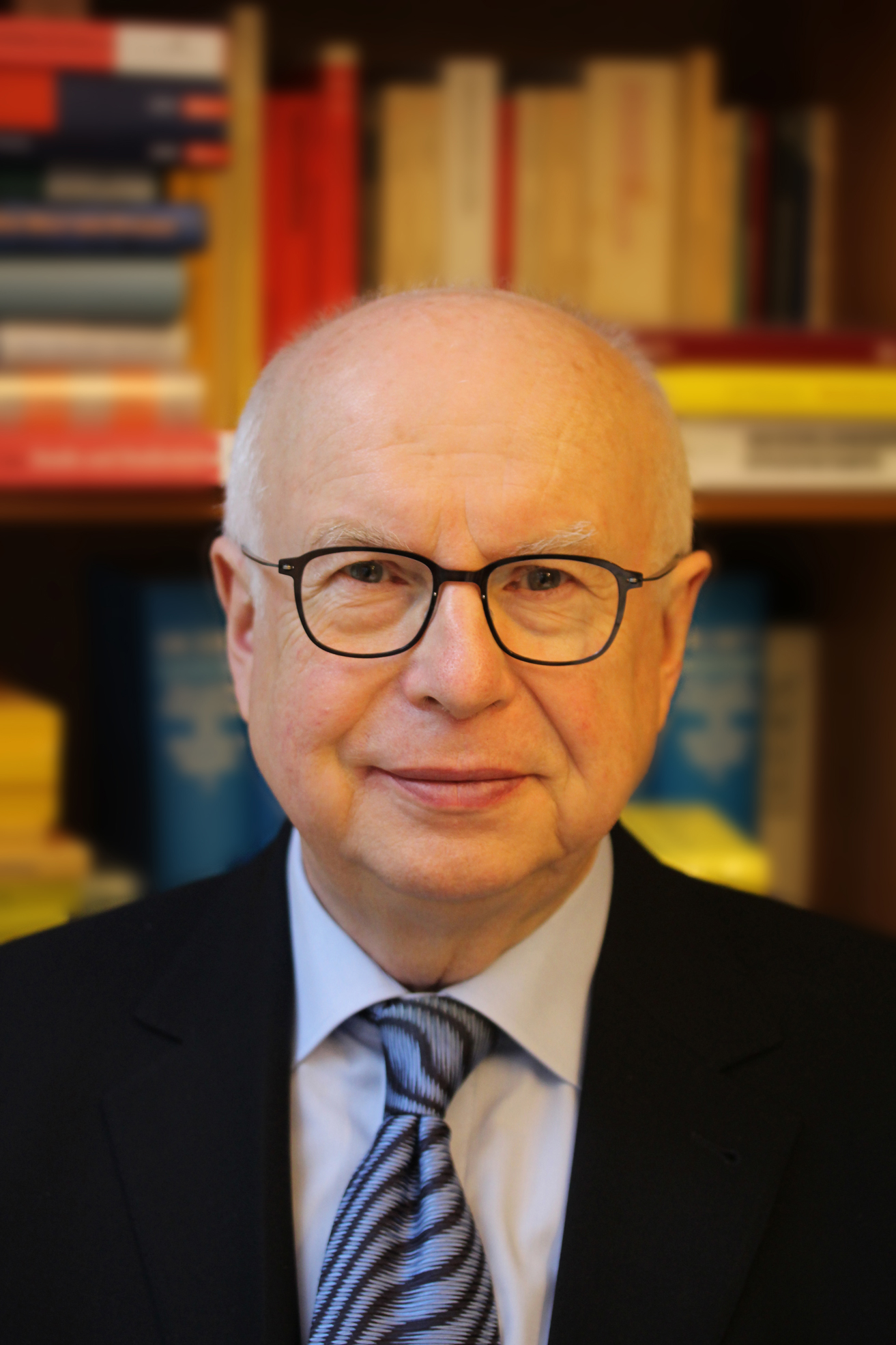
Hans Peter Henecka (2016)

Hans Peter Henecka, auch HP Henecka, (* 3. April 1941 in Karlsruhe) ist ein deutscher Soziologe.

## Leben
Hans Peter Henecka ist in Bruchsal aufgewachsen und besuchte das humanistische Schönborn-Gymnasium. Von 1961 bis 1968 studierte er Soziologie und Sozialpsychologie sowie Politikwissenschaft und Völkerrecht an der Ruprecht-Karls-Universität Heidelberg, Universität zu Köln sowie der FU Berlin mit weiteren verschiedenen Studienaufenthalten an den Universitäten von Jerusalem, Tunis und Bern. Von 1965 bis 1969 war er Wissenschaftlicher Mitarbeiter am Heinrich-Pesch-Haus, dem Institut für christliche Soziallehre in Mannheim. 1969 wurde Henecka mit der Dissertation Die jurassischen Separatisten: ein Beitrag zur Soziologie des Konflikts innerhalb ethnisch heterogener föderativer Subsysteme am Beispiel des Schweizer Kantons Bern in Heidelberg zum Dr. phil. promoviert. Von 1970 bis 1973 war Henecka Wissenschaftlicher Assistent für Soziologie und Politikwissenschaft im Fachbereich Sozialwissenschaften der Pädagogischen Hochschule Karlsruhe.
1973 erhielt er einen Ruf an die Pädagogische Hochschule Heidelberg, wo er bis zu seiner Emeritierung 2007 als Professor für Soziologie mit ständigem Lehrauftrag für Bildungssoziologie am Institut für Soziologie der Universität Heidelberg wirkte. An der Pädagogischen Hochschule Heidelberg war er unter anderem Dekan der sozialwissenschaftlichen Fakultät, Vorsitzender des Forschungsausschusses des Senats und Prorektor.
Gastprofessuren nahm er der Staatlichen Pädagogischen Alexander -Herzen-Universität St. Petersburg in Sankt Petersburg (1992) und der Pädagogischen Hochschule Zentralschweiz (PHZ) in Luzern (2006–2009) wahr.

## Wirken
Schwerpunkte seiner Lehrtätigkeit lagen in der Allgemeinen Soziologie und Mikrosoziologie, insbesondere der sozialen Interaktion und Kommunikation in Kleingruppen, sowie im Bereich erziehungs- und bildungssoziologischer Themen wie der Familien- und Jugendsoziologie, Soziologie der Schule und des Bildungssystems. Forschungsschwerpunkte waren mehrere, durch Drittmittel geförderte Projekte zur Hochschul- und beruflichen Sozialisation. Henecka hat hierzu eine große Anzahl von Schriften und Forschungsarbeiten sowie Beiträge in Fachzeitschriften und Handbüchern publiziert.
Für sein ehrenamtliches Engagement seit 1980 als Vorsitzender des Kulturrings Bruchsal e.V., der in Zusammenarbeit mit dem Südwestrundfunk/SWR2  die internationale Kammermusikreihe der „Bruchsaler Schlosskonzerte“ veranstaltet, wurde er 2005 mit der Schönborn-Medaille der Stadt Bruchsal geehrt. 2015 erhielt er für seine jahrzehntelange Gesamtleitung dieser auch überregional viel beachteten Konzertreihe den Deutschen Bürgerpreis in der Kategorie „Lebenswerk“. 2021 wurde er mit der Ehrenmedaille der Stadt Bruchsal ausgezeichnet, eine Anerkennung besonderer Verdienste im Ehrenamt, die laut Oberbürgermeisterin Cornelia Petzold-Schick „nicht oft verliehen wird“.
Hans Peter Henecka engagiert sich für zahlreiche Sozialprojekte im Heiligen Land. 2004 wurde er von Kardinal-Großmeister Carlo Furno im Rom zum Ritter des Ritterordens vom Heiligen Grab zu Jerusalem ernannt und 2004 in München durch Michel Sabbah, Lateinischer Patriarch von Jerusalem, investiert. Er war bis 2016 Leitender Komtur der Komturei St. Bernhard von Baden in Baden-Baden und wurde zeitgleich als Komtur mit Stern (Großoffizier) ausgezeichnet.

## Schriften (Auswahl)
- Unruhige Jugend? (Freiheit und Ordnung – Soziale Fragen der Gegenwart, hrsgg. von Bernhard Vogel). Pesch-Haus Verlag Mannheim 1970.
- Die jurassischen Separatisten. Eine Studie zur Soziologie des ethnischen Konflikts und der sozialen Bewegung. Mit einleitendem Essay „Separatismus und Nativismus heute: die ethnosoziologische Evidenz“ von Wilhelm Emil Mühlmann. Studia Ethnologica III. Anton Hain, Meisenheim/Glan 1972.
- Schulsoziologie. Einführung in Funktionen, Strukturen und Prozesse schulischer Erziehung. Kohlhammer Stuttgart/Berlin 1978, ISBN 3-1700-4879-1, zusammen mit Karlheinz Wöhler
- Grundkurs Erziehungssoziologie. Soziologie und pädagogisches Handeln. Herder Verlag Freiburg 1980, ISBN 3451090767 (Griechische Übersetzung bei Kastaniotis Editions : Athen 1989)
- Grammatik Soziologie. Deutsches Institut für Fernstudien Tübingen 1984.
- Grundkurs Soziologie. Leske & Budrich Opladen 1985., ISBN  978-3-8100-0494-9.
- Das ABBA-Seminar. Branchenübergreifendes Qualifizierungsprojekt für Ausbildungsbeauftragte. Deutscher Studien-Verlag Weinheim 1995, ISBN 3-8927-1559-9, zusammen mit Georg Unseld
- Studienabbruch bei Pädagogikstudenten Deutscher Studien-Verlag Weinheim 1996, ISBN 3-8927-1668-4, zusammen mit Inge Gesk
- Individuum, Gruppe und Institutionen. Diesterweg Frankfurt am Main 2003, ISBN 3-4251-0501-9, zusammen mit Matthias Beimel
- Vom Lehramtsstudium in den Beruf. Statuspassagen in pädagogische und außerpädagogische Berufsfelder. Mattes Heidelberg 2004, ISBN 3-9309-7863-6, zusammen mit Frank Lipowsky
- Mozart in Bruchsal: Kulturarbeit in der „Provinz“? – Kultur- und musiksoziologische Reflexionen. (Booklet zur CD „Mozart in Bruchsal, Live Recordings. 50 Jahre Bruchsaler Schlosskonzerte“). SWR : Baden-Baden 2005.
- Grundkurs Soziologie UVK Konstanz / UTB Stuttgart 2015 (10., aktualisierte Auflage), ISBN 978-3-8252-4468-2 (Koreanische Übersetzung bei Theory Publishing, Seoul 2016)